# Ripa (Zweden)
Ripa is een plaats in de gemeente Kristianstad in Skåne de zuidelijkste provincie van Zweden. De plaats heeft een inwoneraantal van 80 (2000) en een oppervlakte van 17 hectare.

## Verkeer en vervoer
Bij de plaats loopt de Länsväg 118.
De plaats had vroeger een station aan de Östra Skånes Järnvägar.